# Ceropegia rhynchantha
Ceropegia rhynchantha ist eine Pflanzenart aus der Gattung Leuchterblumen (Ceropegia) in der Unterfamilie Seidenpflanzengewächse (Asclepiadoideae). Sie ist in West- und Ostafrika beheimatet.

## Beschreibung

### Erscheinungsbild und Laubblatt
Ceropegia rhynchantha wächst als schlingende und kletternde, ausdauernde krautige Pflanze. Die unregelmäßig verzweigten Sprossachse sind glatt, kräftig und rosa bis hellrot gefärbt. 
Die gegenständig angeordneten, wenig fleischigen Laubblätter sind 1 bis 1,7 cm lang gestielt. Die einfache, ovale bis elliptische, olivgrüne Blattspreite ist bei einer Länge von 2,5 bis 4,5 cm und mittig einer Breite von 1,0 bis 2,3 cm zugespitzt. Die Blattadern können rosafarben bis rosarot sein. Die Blattoberfläche und der Blattrand sind fein flaumig behaart.

### Blütenstand und Blüte
Der extraaxillare Blütenstand enthält wenige mehr oder weniger aufrecht stehende Blüten. Der Blütenstandsschaft ist ungefähr doppelt so lang wie der etwa 1 cm lange Blütenstiel. Blütenstandsschaft und Blütenstiel sind glatt.
Die zwittrigen Blüten sind zygomorph und fünfzählig  mit doppelter Blütenhülle. Die fünf nur an ihrer Basis verwachsenen und unbehaarten Kelchblätter sind bei einer Länge von 2,75 mm linealisch-lanzettlich. Die fünf Kronblätter sind zu einer bis 3 zu cm hohen, hantelförmigen, außen glatten Krone verwachsen. Die Krone ist in der Mitte rosarot gefärbt, überdeckt mit feinen purpurroten Flecken und die Färbung läuft zur Basis und zum oberen Ende hin in purpurfarbene Längsstreifen aus. Die stark aufgeblähte Basis ("Kessel") weist einen Durchmesser von 8 mm auf. Bei den relativ breiten Kronblattzipfeln sind die seitlichen Ränder stark nach außen gebogen und die Spitzen verwachsen. Die Kronblattzipfel sind innen hell gelb gefärbt, außen hell gelb mit zum oberen Ende hin auslaufenden purpurfarbenen Punktreihen. Oberhalb des Verwachsungspunktes sind die Kronblattzipfel zu einem Stielchen ausgezogen, das etwa halb so lang wie die restliche Blüte ist. Das Stielchen erweitert sich an der Spitze zu einem ovalen, laternenähnlichen, rosa gefärbten Köpfchen. Die innere Nebenkrone ist 4 mm hoch und überragt das Gynostegium um das Dreifache. Die Pollinien sind subquadratisch-elliptisch mit kurzen Translatorarmen.

## Vorkommen
Das Verbreitungsgebiet der Art reicht von Westafrika bis Äthiopien, im Einzelnen Nordkamerun (Typlokalität), Burkina Faso und Niger sowie Nordnigeria. Friis et al. (1987) fanden die Art relativ weit von den anderen Vorkommen entfernt in Äthiopien. Huber erwähnt auch das Vorkommen in Guinea. Das Global Biodiversity Information Facility verzeichnet unter "Vorkommen" auch Mali, Benin und Togo, basierend auf Belegen aus den Herbarien des Musée National d'Histoire Naturelle in Paris, des Forschungsinstituts Senckenberg in Frankfurt, sowie der Universitäten in Lomé und Abomey-Calavi.
Die Typuslokalität ist ein Felsenhügel bei Kokumi am Benue (Nordkamerun), in einer Höhenlage von etwa 300 Meter.

## Taxonomie
Die Erstbeschreibung von Ceropegia rhynchantha erfolgte 1913 durch Rudolf Schlechter in Botanische Jahrbücher für Systematik, Pflanzengeschichte und Pflanzengeographie, Band 51, S. 155. Die Gattungszugehörigkeit wurde bisher nicht in Zweifel gezogen bzw. in eine andere Gattung umgruppiert.